# Nupserha variabilis
Nupserha variabilis es una especie de escarabajo longicornio del género Nupserha, tribu Saperdini, subfamilia Lamiinae. Fue descrita científicamente por Gahan en 1894.

## Descripción
Mide 8-16 milímetros de longitud.

## Distribución
Se distribuye por China, India, Birmania, Tailandia y Vietnam.